# V503 Близнецов
V503 Близнецов (лат. V503 Geminorum) — двойная затменная переменная звезда типа Беты Лиры (EB) в созвездии Близнецов на расстоянии приблизительно 3 119 световых лет (около 956 парсек) от Солнца. Видимая звёздная величина звезды — от +13m до +12,6m. Орбитальный период — около 0,4485 суток (10,764 часа).

## Характеристики
Первый компонент — жёлто-белая звезда спектрального класса F. Радиус — около 1,69 солнечного, светимость — около 6,177 солнечных. Эффективная температура — около 6991 К.
Второй компонент — жёлто-белая звезда спектрального класса F.